# Општина Кристолц (Салаж)
Кристолц (рум. Cristolţ) општина је у Румунији у округу Салаж.
Oпштина се налази на надморској висини од 322 m.